# 佩奥尼亚 (科罗拉多州)
佩奥尼亚（英語：Paonia），是美国科罗拉多州德尔塔县下属的一座城市。建市于1902年9月3日，面积大约为0.854平方英里（2.211平方公里）。根据2010年美国人口普查，该市有人口1,451人。2011年估计该市有人口1,427人，相比2010年人口增长率为-1.65%。同时，论人口该市是科罗拉多州第127大城市。